# Мокиевская (Морозовский сельсовет)
Мокиевская — деревня в Верховажском районе Вологодской области.
Входит в состав Морозовского сельского поселения, с точки зрения административно-территориального деления — в Морозовский сельсовет.
Расстояние по автодороге до районного центра Верховажья — 23 км, до центра муниципального образования Морозово — 1,7 км. Ближайшие населённые пункты — Олотинская, Михайловская, Силинская-1.
По переписи 2002 года население — 61 человек (32 мужчины, 29 женщин). Всё население — русские.